# Матюшенко, Иван Андреевич
Иван Андреевич Матюшенко (род. 16 ноября 1984, Москва, СССР) — профессиональный российский армрестлер, пятикратный чемпион мира по армрестлингу, 15-кратный чемпион России, абсолютный чемпион Москвы, Заслуженный мастер спорта по армрестлингу, лучший спортсмен России по армрестлингу 2014 года.

## Биография
Иван Матюшенко родился 16 ноября 1984 года в Москве. В семье Ивана любовь к спорту прививали с раннего детства, поэтому в возрасте 6-ти лет родители отдали его в секцию дзюдо. С тех пор спорт стал неотъемлемой частью жизни. Знакомство Ивана с армспортом произошло в 1999 году. Перепробовав множество различных дисциплин и единоборств, его выбор пал на армрестлинг. «У меня всегда хорошо получалось бороться на руках, и с самой первой тренировки я понял, что это „мое“.»- говорил Иван в одном из интервью.
Уже в октябре 2003 присвоили звание Мастера спорта по результатам Открытого Чемпионата МЧС России (2003). спустя 9 лет после начала тренировок, на XXX Чемпионате Мира в Канаде 2008 выполнил норматив мастера спорта международного класса. В 2009 году в Италии, выиграв Чемпионат Мира, выполнил норматив заслуженного мастера спорта. Начинал Иван свою спортивную карьеру с весовой категории до 75 кг. На данный момент является действующим спортсменом и выступает в весовой категории до 110 кг. С 2013 года тренируется под руководством тренера Удовика С.В. (ЗТР России)

## Достижения
- Абсолютный чемпион Москвы 2005, 2008, 2010
- Чемпион мира среди студентов 2005 (Москва)
- Чемпион России: 2008 (правая рука), 2009  (правая рука), 2010  (правая рука), 2011  (правая рука), 2013  (левая рука), 2014 (обе руки), 2015 (обе руки), 2016 (обе руки)[1], 2019 (обе руки), 2020 (левая), 2022 (обе руки).
- Бронзовый призёр Немиров 2007 (Польша)
- Бронзовый призёр чемпионата Европы 2008 (Норвегия)
- Серебряный призёр чемпионата мира 2008 (Канада)
- Бронзовый призёр чемпионата Европы 2009 (Болгария)
- Чемпион мира 2009 (Италия)
- Бронзовый призёр чемпионата Европы 2010 (Россия)
- Серебряный призёр Чемпионата Европы 2011 (Турция)
- Серебряный призёр кубка мира А1 2012 (Россия)
- 4 место на Кубке мира А1 в абсолютной категории 2012 (Россия)
- 4 место на Кубке мира А1 в абсолютной категории 2013 (Россия)
- Серебряный призёр чемпионата мира 2013 (Польша)
- Чемпион мира 2014 (Литва)
- Чемпион Европы 2015 (Болгария)
- Чемпион мира 2015 (Малайзия)
- Чемпион мира 2021 (Румыния)
- Чемпион мира 2024 лиги East vs West до 115кг на левой руке